# Stonebreen
De Stonebreen is een gletsjer op het eiland Edgeøya, dat deel uitmaakt van de Noorse eilandengroep Spitsbergen.
De gletsjer is vernoemd naar waarschijnlijk een werknemer van de Muscovy Company.

## Geografie
De grote gletsjer vormt het meest oostelijke puntje van het eiland. Hij komt vanaf de Edgeøyjøkulen en mondt in het oosten uit in de Barentszzee.
Op ongeveer vijftien kilometer naar het zuiden ligt de gletsjer Kong Johans Bre, naar het zuidwesten de gletsjers Gandbreen en Seidbreen, en naar het noordwesten de gletsjers Rutenbergbreen en Albrechtbreen.